# Jason Terry
Jason Eugene Terry (Seattle, 15 settembre 1977) è un ex cestista e allenatore di pallacanestro statunitense, professionista nella NBA.

## Carriera

### High School
Jason Terry frequentò la Franklin High School di Seattle, dove vinse due campionati statali nel 1994 e nel 1995.
Il 2 febbraio 2007 la sua maglietta numero 31 viene ritirata.

### NCAA
Giocò per l'Università dell'Arizona, rendendosi poi eleggibile per il draft NBA 1999.

### NBA

#### Atlanta Hawks (1999-2004)
Nel 1999 venne scelto con la chiamata numero 10 assoluta da parte degli Atlanta Hawks. Nel suo anno da matricola giocò soprattutto nel ruolo di sesto uomo entrando in campo 23,3 minuti per gara. Chiuse l'anno con 656 punti (8,1 punti per gara). L'anno per la sua squadra, gli Atlanta Hawks fu invece alquanto negativo (28 vittorie e 54 sconfitte) collocando nuovamente la squadra ai vertici bassi della Eastern Conference. A fine stagione, Terry fu inserito nel NBA All-Rookie Second Team.
Nella sua seconda stagione nelle file degli Hawks, Terry divenne il punto di riferimento in attacco, chiudendo la stagione con una media punti di 19,7 (suo massimo attuale in carriera).
Inoltre si dimostrò un buon passatore per i compagni (4,9 assist a partita) e un buon difensore (1,3 palle recuperate a partita).
I risultati del team però non furono all'altezza del livello di gioco espresso da Jason.
Gli anni a seguire, dal punto di vista individuale, furono molto buoni: Terry infatti chiuse le restanti tre stagioni con medie in successione di 19,3, 17,2 e 16,8 punti a gara.

#### Dallas Mavericks (2004-2012)

##### 2004-2007
Dopo aver giocato per 5 anni ad Atlanta, nell'estate 2004 firma come free agent per i Dallas Mavericks. Chiuse la sua permanenza con gli Hawks con 6538 punti in 403 presenze (media di 16,2 punti a partita).
Dal punto di vista personale, i risultati al primo anno furono di 12,4 punti a partita in 80 presenze giocate (anche se in 23 casi è subentrato). Nella stagione successiva, scende in campo 80 volte (in questo caso però lui è titolare fisso dato che non subentra mai dalla panchina nel corso della stagione) tenendo una media di 17,1 punti a partita. Lui e la sua squadra nello stesso anno, hanno giocato degli ottimi play-off, arrivando fino alla Finale NBA, persa però contro i Miami Heat per 4-2 (tra l'altro i Mavericks andarono in vantaggio per 2-0 nella serie, ebbero anche l'opportunità di andare sul 3-0, ma senza coglierla). Alla fine di quella stagione, Terry divenne nuovamente free agent, ma dopo solo 12 ore decise di rifirmare un contratto di 6 anni con i Dallas Mavericks.
Nella stagione 2006-07 i Mavericks arrivano primi nella Western Conference; tuttavia i play-off furono una grossa delusione: i texani infatti persero al primo turno contro i Golden State Warriors arrivati ottavi nella Western Conference.

##### 2007-2011
Nel corso della stagione 2007-2008, esattamente il 14 febbraio 2008, a Dallas fa ritorno (dopo 11 anni e mezzo, di cui 5 ai Phoenix Suns e 6 e mezzo ai New Jersey Nets) via trade il playmaker trentacinquenne Jason Kidd.
Seppur Dallas nei play-off venga eliminata al primo turno dai New Orleans Hornets per 4-1, la coppia dimostra comunque di aver una buon'intesa che andrà a migliorarsi durante gli anni.

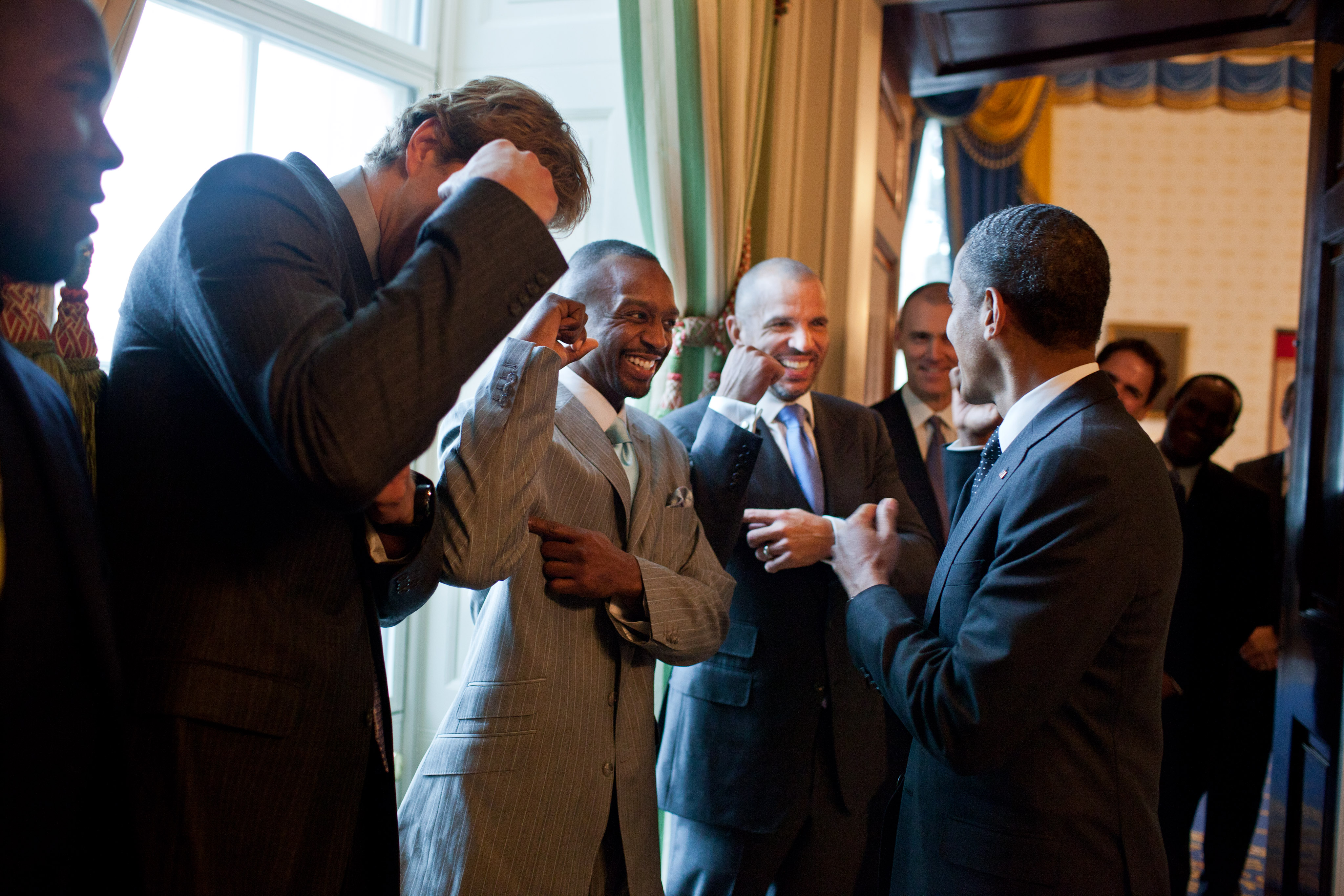
Jason Terry in visita alla Casa Bianca nel 2011 dopo la vittoria dell'anello insieme ai Dallas Mavericks dall'allora Presidente Barack Obama.

Dopo la conclusione della stagione regolare 2008-09, Terry conquista il premio di Miglior sesto uomo dell'anno. Anche nel corso della stagione 2009-10, che conclude con una media di 16,6 punti e 3,8 assist a partita in 33 minuti di gioco, si conferma sesto uomo validissimo.
Nella stagione 2010-11 si rivela ancora sesto uomo di lusso, come confermano le statistiche (15,8 punti e 4,1 assist a gara di media) e il secondo posto conquistato nella corsa al premio Miglior sesto uomo dell'anno dietro al vincitore Lamar Odom (suo compagno a Dallas l'anno successivo). Nei play-off 2011, dopo aver eliminato al primo turno i Portland Trail Blazers per 4-2, al turno successivo i Mavericks incontrano i Los Angeles Lakers campioni in carica: durante questa serie Terry eguaglia il record di maggior numero di triple segnate da un solo giocatore in una partita di post-season: uno strepitoso 9/10 dall'arco del tiro da tre punti . I texani batteranno 4-0 i Lakers e 4-1 gli Oklahoma City Thunder nelle finali di Conference, i Mavericks accedono alle NBA Finals, dove sfideranno i Miami Heat, in un rematch del 2006. La guardia di Seattle fu determinante anche nella finale contro gli Heat (18 punti di media),dove si laurea per la prima volta campione NBA a quasi 33 anni e 9 mesi di età. Si prende così una rivincita dopo la sconfitta del 2006 dove i Mavs persero la serie 2-4, dopo essere stati in vantaggio per 2-0 e aver avuto l'oppurtunità di andare sul 3-0. Terry in assoluto fu il secondo giocatore chiave per i Dallas Mavericks (dopo Dirk Nowitzki) nel corso dei play-off tenendo una media di 17,5 punti a partita.
La stagione 2011-12 inizia in ritardo a causa del Lockout. Questa volta i Dallas Mavericks si classificano al settimo posto nella graduatoria finale della Western Conference. Tuttavia ai play-off i Mavs escono al primo turno contro gli Oklahoma City Thunder, futuri finalisti, perdendo la serie 4-0.

#### Boston Celtics, Brooklyn Nets e Sacramento Kings (2012-2014)

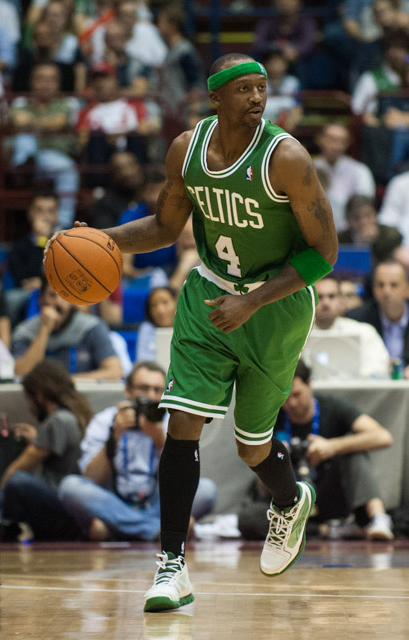
Terry in azione con la canotta dei Boston Celtics.

Durante la off-season firma lasciò i Mavericks dopo 8 anni per accarsarsi ai Boston Celtics con cui firmò un contratto triennale per un totale di 15 milioni.
Il 28 giugno 2013, giorno del Draft 2013, i Celtics si accordano con i Brooklyn Nets per la cessione di Terry, Kevin Garnett e Paul Pierce in cambio di Gerald Wallace, Kris Humphries, MarShon Brooks, Kris Joseph, Keith Bogans e alcune scelte a draft futuri. La trattativa verrà ufficializzata il successivo 13 luglio. A Brooklyn ritrova (seppur in veste di allenatore) il suo ex compagno di squadra e amico Jason Kidd.
Il 19 febbraio 2014 i Brooklyn Nets l'hanno ceduto, insieme a Reggie Evans, ai Sacramento Kings in cambio di Marcus Thornton. Tuttavia, per recuperare al meglio da un infortunio al ginocchio rimediato quando vestiva la canotta dei Dallas Mavericks, Terry non scende mai in campo con i Kings per prepararsi alla stagione successiva.

#### Houston Rockets (2014-2016)
Il 18 settembre 2014 Terry viene ceduto dai Kings, insieme a due future seconde scelte agli Houston Rockets in cambio di Scotty Hopson e Alonzo Gee.
A livello di squadra la stagione regolare va oltre le aspettative iniziali in quanto i Rockets arrivano secondi a ovest.
Durante la stagione, parte titolare in 18 partite (su 77 totali). Tuttavia ai play-off lo scenario per JT cambia totalmente: il 31 marzo 2015, poco prima della fine della stagione, i Rockets perdono il playmaker titolare Patrick Beverley fino alla fine della stagione (post-season compresa), così Terry prende il suo posto nel quintetto base.
Terry nei play-off è titolare fisso insieme a James Harden nel backcourt dei biancorossi che dopo aver eliminato agevolmente i Dallas Mavericks (4-1) al primo turno, nelle semifinali di Conference affrontano i Los Angeles Clippers. Sulla carta i Clippers partono come favoriti, ma la sul campo la serie si rivela combattuta. Tuttavia in gara-6, nel corso del quarto quarto la gara sfugge di mano alla franchigia di Los Angeles (in vantaggio di 15 punti alla fine del terzo) che perde la partita 119-107 (subendo un passivo di 40-15 nell'ultimo quarto della partita).
I Rockets accedono così alle finali di Conference dove incontreranno i Golden State Warriors. Tuttavia contro la franchigia della baia, i biancorossi escono sconfitti dalla serie che perdono 4-1. I Warriors a fine anno vinceranno il titolo NBA. Terry nei PO ha tenuto una media di 9,2 punti a partita.
La stagione successiva inizia con un record di 4-7 che porta al licenziamento dell'allenatore Kevin McHale. Con l'arrivo di J.B. Bickerstaff al posto dell'ex bandiera dei Boston Celtics (da giocatore), la squadra non migliora di molto i propri risultati, ma riesce comunque ad arrivare ai play-off grazie a delle ottime prestazioni di James Harden e a un crollo (dovuto agli infortuni dei titolari) degli Utah Jazz. Terry ha ricoperto lo stesso ruolo dell'anno precedenza (ovvero riserva di Beverley), giocando tante partite (72, di cui 7 nel quintetto base) ma vede calare le proprie statistiche in rapporto all'anno passato sia per quanto riguarda la regular season che i play-off. In questi i biancorossi affrontano i Golden State Warriors campioni in carica, venendo eliminati dai gialloblù come l'anno precedente per 4-1.

#### Milwaukee Bucks e ritiro (2016-2018)
Il 23 agosto 2016 firma un contratto annuale a 1,6 milioni di dollari con i Milwaukee Bucks.
Terry ai Bucks ritrova per la terza volta Jason Kidd, venendo allenato per la seconda da lui dopo l'esperienza a Brooklyn e averci giocato insieme a Dallas. Dell'esperienza che lui ebbe ai Nets, ritrovò anche l'ex compagno di squadra Mirza Teletović.
Dopo due anni senza grandi soddisfazioni finendo spesso in panchina, Terry, seppur volesse continuare, non viene rifirmato dai Bucks. Nel dicembre 2018 annuncia il suo ritiro, sostenendo però di essere disposto a tornare a giocare qualora fosse arrivata una chiamata da una squadra tra Dallas Mavericks, Los Angeles Lakers e Golden State Warriors.

## Statistiche
| † | Denota una stagione in cui ha vinto il titolo |

### NCAA
| Anno       | Squadra          | PG  | PT | MP   | TC%  | 3P%  | TL%  | RP  | AP  | PRP | SP  | PP   |
| ---------- | ---------------- | --- | -- | ---- | ---- | ---- | ---- | --- | --- | --- | --- | ---- |
| 1995-1996  | Arizona Wildcats | 31  | -  | 9,8  | 54,4 | 57,7 | 59,3 | 0,7 | 1,1 | 0,6 | 0,0 | 3,1  |
| 1996-1997† | Arizona Wildcats | 34  | -  | 30,5 | 44,3 | 33,1 | 71,3 | 2,7 | 4,4 | 2,5 | 0,1 | 10,6 |
| 1997-1998  | Arizona Wildcats | 35  | -  | -    | 42,2 | 34,7 | 82,7 | 2,4 | 4,3 | 1,7 | 0,2 | 10,6 |
| 1998-1999  | Arizona Wildcats | 29  | -  | 38,2 | 44,3 | 39,8 | 83,9 | 3,3 | 5,5 | 2,8 | 0,2 | 21,9 |
| Carriera   | Carriera         | 129 | -  | 26,0 | 44,3 | 37,4 | 78,4 | 2,3 | 3,8 | 1,9 | 0,1 | 11,3 |

### NBA

#### Stagione regolare
| Anno       | Squadra          | PG   | PT  | MP   | TC%  | 3P%  | TL%  | RP  | AP  | PRP | SP  | PP   |
| ---------- | ---------------- | ---- | --- | ---- | ---- | ---- | ---- | --- | --- | --- | --- | ---- |
| 1999-2000  | Atlanta Hawks    | 81   | 27  | 23,3 | 41,5 | 29,3 | 80,7 | 2,0 | 4,3 | 1,1 | 0,1 | 8,1  |
| 2000-2001  | Atlanta Hawks    | 82   | 77  | 37,7 | 43,6 | 39,5 | 84,6 | 3,3 | 4,9 | 1,3 | 0,1 | 19,7 |
| 2001-2002  | Atlanta Hawks    | 78   | 78  | 38,0 | 43,0 | 38,7 | 83,5 | 3,5 | 5,7 | 1,8 | 0,2 | 19,3 |
| 2002-2003  | Atlanta Hawks    | 81   | 81  | 38,0 | 42,8 | 37,1 | 88,7 | 3,4 | 7,4 | 1,6 | 0,2 | 17,2 |
| 2003-2004  | Atlanta Hawks    | 81   | 78  | 37,3 | 41,7 | 34,7 | 82,7 | 4,1 | 5,4 | 1,5 | 0,2 | 16,8 |
| 2004-2005  | Dallas Mavericks | 80   | 57  | 30,0 | 50,1 | 42,0 | 84,4 | 2,4 | 5,4 | 1,4 | 0,2 | 12,4 |
| 2005-2006  | Dallas Mavericks | 80   | 80  | 35,0 | 47,0 | 41,1 | 80,0 | 2,0 | 3,8 | 1,3 | 0,3 | 17,1 |
| 2006-2007  | Dallas Mavericks | 81   | 80  | 35,1 | 48,4 | 43,8 | 80,4 | 2,9 | 5,2 | 1,0 | 0,2 | 16,7 |
| 2007-2008  | Dallas Mavericks | 82   | 34  | 31,5 | 46,7 | 37,5 | 85,7 | 2,5 | 3,2 | 1,1 | 0,2 | 15,5 |
| 2008-2009  | Dallas Mavericks | 74   | 11  | 33,7 | 46,3 | 36,6 | 88,0 | 2,4 | 3,4 | 1,3 | 0,3 | 19,6 |
| 2009-2010  | Dallas Mavericks | 77   | 12  | 33,0 | 43,8 | 36,5 | 86,6 | 1,8 | 3,8 | 1,2 | 0,2 | 16,6 |
| 2010-2011† | Dallas Mavericks | 82   | 10  | 31,3 | 45,1 | 36,2 | 85,0 | 1,9 | 4,1 | 1,1 | 0,2 | 15,8 |
| 2011-2012  | Dallas Mavericks | 63   | 1   | 31,7 | 43,0 | 37,8 | 88,3 | 2,4 | 3,6 | 1,2 | 0,2 | 15,1 |
| 2012-2013  | Boston Celtics   | 79   | 24  | 26,9 | 43,4 | 37,2 | 87,0 | 2,0 | 2,5 | 0,8 | 0,1 | 10,1 |
| 2013-2014  | Brooklyn Nets    | 35   | 0   | 16,3 | 36,2 | 37,9 | 66,7 | 1,1 | 1,6 | 0,4 | 0,0 | 4,5  |
| 2014-2015  | Houston Rockets  | 77   | 18  | 21,3 | 42,2 | 39,0 | 81,3 | 1,6 | 1,9 | 0,9 | 0,2 | 7,0  |
| 2015-2016  | Houston Rockets  | 72   | 7   | 17,5 | 40,2 | 35,6 | 81,8 | 1,1 | 1,4 | 0,7 | 0,1 | 5,9  |
| 2016-2017  | Milwaukee Bucks  | 74   | 0   | 18,4 | 43,2 | 42,7 | 82,8 | 1,4 | 1,3 | 0,6 | 0,3 | 4,1  |
| 2017-2018  | Milwaukee Bucks  | 51   | 4   | 16,0 | 38,3 | 34,8 | 88,9 | 0,9 | 1,2 | 0,8 | 0,3 | 3,3  |
| Carriera   | Carriera         | 1410 | 679 | 29,8 | 44,4 | 38,0 | 84,5 | 2,3 | 3,8 | 1,1 | 0,2 | 13,4 |

#### Play-off
| Anno     | Squadra          | PG  | PT | MP   | TC%  | 3P%  | TL%   | RP  | AP  | PRP | SP  | PP   |
| -------- | ---------------- | --- | -- | ---- | ---- | ---- | ----- | --- | --- | --- | --- | ---- |
| 2005     | Dallas Mavericks | 13  | 13 | 38,5 | 50,6 | 49,1 | 88,4  | 4,2 | 4,6 | 1,3 | 0,5 | 17,5 |
| 2006     | Dallas Mavericks | 22  | 22 | 38,4 | 44,2 | 30,7 | 83,1  | 2,9 | 3,8 | 1,2 | 0,0 | 18,9 |
| 2007     | Dallas Mavericks | 6   | 6  | 38,2 | 42,4 | 28,1 | 83,3  | 2,3 | 3,7 | 0,8 | 0,3 | 17,0 |
| 2008     | Dallas Mavericks | 5   | 3  | 36,0 | 43,3 | 43,8 | 86,7  | 1,6 | 4,8 | 0,4 | 0,2 | 15,8 |
| 2009     | Dallas Mavericks | 10  | 1  | 32,5 | 38,9 | 37,3 | 76,7  | 2,8 | 1,9 | 0,6 | 0,3 | 14,3 |
| 2010     | Dallas Mavericks | 6   | 0  | 29,0 | 37,7 | 40,0 | 75,0  | 2,5 | 2,0 | 0,7 | 0,2 | 12,7 |
| 2011†    | Dallas Mavericks | 21  | 0  | 32,6 | 47,8 | 44,2 | 84,3  | 1,9 | 3,2 | 1,2 | 0,1 | 17,5 |
| 2012     | Dallas Mavericks | 4   | 1  | 34,8 | 45,5 | 50,0 | 62,5  | 2,3 | 3,8 | 0,3 | 0,0 | 13,8 |
| 2013     | Boston Celtics   | 6   | 1  | 31,5 | 44,4 | 44,1 | 81,8  | 2,2 | 2,0 | 0,7 | 0,3 | 12,0 |
| 2015     | Houston Rockets  | 17  | 17 | 28,6 | 42,5 | 35,4 | 81,3  | 2,2 | 2,8 | 0,9 | 0,1 | 9,2  |
| 2016     | Houston Rockets  | 5   | 0  | 24,8 | 34,2 | 31,6 | 100,0 | 2,2 | 1,2 | 0,4 | 0,2 | 7,0  |
| 2017     | Milwaukee Bucks  | 6   | 0  | 11,3 | 33,3 | 20,0 | 100,0 | 1,3 | 0,8 | 0,5 | 0,2 | 2,5  |
| 2018     | Milwaukee Bucks  | 3   | 0  | 14,7 | 40,0 | 40,0 | -     | 0,7 | 0,7 | 0,3 | 0,0 | 2,0  |
| Carriera | Carriera         | 124 | 64 | 32,2 | 44,1 | 38,5 | 82,9  | 2,5 | 3,0 | 0,9 | 0,2 | 14,1 |

#### Massimi in carriera
- Massimo di punti: 46 vs Dallas Mavericks (15 gennaio 2002)[11]
- Massimo di rimbalzi: 10 vs Chicago Bulls (28 febbraio 2003)
- Massimo di assist: 16 vs Los Angeles Lakers (25 marzo 2003)
- Massimo di palle rubate: 6 (2 volte)
- Massimo di stoppate: 3 (2 volte)
- Massimo di minuti giocati: 55 vs Phoenix Suns (14 marzo 2007)

## Palmarès

### Squadra
- Campione NCAA (1997)
- Campionato NBA: 1

Dallas Mavericks: 2011

### Individuale
- NCAA AP All-America First Team (1999)
- NBA All-Rookie Second Team (2000)
- NBA Sixth Man of the Year (2009)
- Trentasettesimo miglior giocatore per palle rubate di sempre NBA